# Shifting Gears
Shifting Gears es una serie de televisión de comedia de situación estadounidense creada por Julie Thacker Scully y Mike Scully. Está protagonizada por Tim Allen y Kat Dennings. La serie se estrenó a través de ABC el 8 de enero de 2025. En abril de 2025, la serie fue renovada para una segunda temporada.

## Premisa
Todavía conmocionado por la muerte de su esposa, un viudo hostil que maneja un taller de restauración de automóviles acoge de mala gana a su hija distanciada y a sus dos nietos.

## Reparto

### Principales
- Tim Allen como Matt
- Kat Dennings como Riley
- Seann William Scott como Gabriel
- Daryl Mitchell como Stitch
- Maxwell Simkins como Carter
- Barrett Margolis como Georgia

### Recurrente
- Cynthia Quiles como Frankie
- Jenna Elfman como Eve Drake[3]
- Lucas Neff como Jimmy[4]

### Invitados
- Brenda Song como Caitlyn[5]
- Nancy Travis como Charlotte[6]
- Felipe Esparza como Bob
- Chelsea London Lloyd como Emma Foster
- Jay Leno como él mismo[7]

## Episodios
| N.º | Título          | Dirigido por    | Escrito por                                                | Fecha de emisión original | Código de prod. | Audiencia (millones) |
| --- | --------------- | --------------- | ---------------------------------------------------------- | ------------------------- | --------------- | -------------------- |
| 1   | «Restoration»   | John Pasquin    | Mike Scully y Julie Thacker Scully                         | 8 de enero de 2025        | 1ZHF01          | 6.10                 |
| 2   | «Accomodations» | John Pasquin    | Bob Daily                                                  | 15 de enero de 2025       | 1ZHF03          | 4.56                 |
| 3   | «Job»           | John Pasquin    | Jim Patterson                                              | 22 de enero de 2025       | 1ZHF02          | 4.61                 |
| 4   | «Grief»         | Danielle Fishel | Morgan Murphy                                              | 29 de enero de 2025       | 1ZHF04          | 4.28                 |
| 5   | «Jimmy»         | Victor Gonzalez | Kevin Hench                                                | 5 de febrero de 2025      | 1ZHF05          | 4.32                 |
| 6   | «Valentine's»   | John Pasquin    | Feraz Ozel                                                 | 12 de febrero de 2025     | 1ZHF06          | 4.53                 |
| 7   | «Picnic»        | John Pasquin    | Michelle Nadar y Saladin K. Patterson                      | 26 de febrero de 2025     | 1ZHF07          | 3.44                 |
| 8   | «Career»        | John Pasquin    | Maya Ayele y Clea DeCrane                                  | 5 de marzo de 2025        | 1ZHF08          | 3.71                 |
| 9   | «Gummies»       | Victor Gonzalez | Bob Daily                                                  | 12 de marzo de 2025       | 1ZHF09          | 3.82                 |
| 10  | «Kiss»          | John Pasquin    | Guion de: Jim Patterson Historia de: Ekaterina Vladimirova | 19 de marzo de 2025       | 1ZHF10          | 3.77                 |

## Producción

### Desarrollo
En marzo de 2024, ABC ordenó la producción del piloto de la serie, producido por 20th Television y escrito por Mike Scully y Julie Thacker Scully. En julio de 2024, se ordenó la producción de la serie. Tim Allen produce ejecutivamente con Marty Adelstein, Becky Clements, Richard Baker, Rick Messina y el director del piloto John Pasquin. Michelle Nader se incorporó como showrunner y productora ejecutiva en septiembre de 2024. El 3 de abril de 2025, ABC renovó la serie para una segunda temporada.

### Selección de reparto
Tras el pedido del piloto, se confirmó que Tim Allen encabezaría la serie como Matt. En abril de 2024, Kat Dennings fue elegida para el papel de Riley. En mayo de 2024, Maxwell Simkins y Barrett Margolis fueron elegidos para interpretar los hijos de Riley. En octubre de 2024, Seann William Scott, Daryl Mitchell, Maxwell Simkins y Barrett Margolis se unieron al reparto.

## Emisión y lanzamiento
Shifting Gears se estrenó el 8 de enero de 2025 a través de ABC.

## Recepción

### Respuesta crítica
En el sitio web del agregador de reseñas Rotten Tomatoes la serie tiene un índice de aprobación del 47%, basándose en 15 reseñas con una calificación media de 3.7/10. El consenso crítico del sitio web dice: «Shifting Gears tiene un formidable par de estrellas de comedia de situación en Tim Allen y Kat Dennings, pero personajes sin sabor y chistes planos mantienen su nuevo vehículo cómico atascado en punto muerto.» En Metacritic, tiene una puntuación media ponderada de 51 de 100, basada en 12 reseñas, indicando reseñas «mixtas o promedio».

### Audiencia
| N.º | Título          | Fecha de emisión      | ÍA (18–49) | Audiencia (millones) | DVR (18–49) | Audiencia DVR (millones) | Total (18–49) | Audiencia total (millones) | Ref(s) |
| --- | --------------- | --------------------- | ---------- | -------------------- | ----------- | ------------------------ | ------------- | -------------------------- | ------ |
| 1   | «Restoration»   | 8 de enero de 2025    | 0.7/8      | 6.10                 | 0.2         | 1.28                     | 0.8           | 7.38                       | [ 9 ]  |
| 2   | «Accomodations» | 15 de enero de 2025   | 0.4/5      | 4.56                 | 0.2         | 1.59                     | 0.6           | 6.15                       | [ 10 ] |
| 3   | «Job»           | 22 de enero de 2025   | 0.5/6      | 4.61                 | 0.2         | 1.95                     | 0.7           | 6.56                       | [ 11 ] |
| 4   | «Grief»         | 29 de enero de 2025   | 0.4/5      | 4.28                 | 0.2         | 1.57                     | 0.6           | 5.87                       | [ 12 ] |
| 5   | «Jimmy»         | 5 de febrero de 2025  | 0.4/5      | 4.32                 | 0.2         | 1.50                     | 0.6           | 5.82                       | [ 13 ] |
| 6   | «Valentine's»   | 12 de febrero de 2025 | 0.4/6      | 4.53                 | 0.2         | 1.62                     | 0.6           | 6.16                       | [ 14 ] |
| 7   | «Picnic»        | 26 de febrero de 2025 | 0.3/4      | 3.44                 | 0.2         | 1.60                     | 0.5           | 5.05                       | [ 15 ] |
| 8   | «Career»        | 5 de marzo de 2025    | 0.3/4      | 3.71                 | 0.2         | 1.60                     | 0.5           | 5.31                       | [ 16 ] |
| 9   | «Gummies»       | 12 de marzo de 2025   | 0.3/5      | 3.82                 | 0.2         | 1.52                     | 0.5           | 5.35                       | [ 17 ] |
| 10  | «Kiss»          | 19 de marzo de 2025   | 0.3/4      | 3.77                 | 0.2         | 1.41                     | 0.5           | 5.18                       | [ 18 ] |